# Sphaerogypsina
Sphaerogypsina es un género de foraminífero bentónico de la familia Acervulinidae, de la superfamilia Acervulinoidea, del suborden Rotaliina y del orden Rotaliida. Su especie tipo es Ceriopora globulus. Su rango cronoestratigráfico abarca desde el Paleoceno hasta la Actualidad.

## Clasificación
Sphaerogypsina incluye a las siguientes especies:
- Sphaerogypsina anatolica
- Sphaerogypsina antiqua
- Sphaerogypsina globulus
- Sphaerogypsina hemisphaerica
- Sphaerogypsina peruviana

Otra especie considerada en Sphaerogypsina es:
- Sphaerogypsina globulariformis, de posición genérica incierta